# Brossainc
Brossainc település Franciaországban, Ardèche megyében. Lakosainak száma 261 fő (2022. január 1.). Brossainc Saint-Jacques-d’Atticieux, Savas és Vinzieux községekkel határos.

## Népesség
A település népességének változása:
| Lakosok száma | 166  | 135  | 142  | 172  | 240  | 264  | 279  | 260  | 250  | 261  |
|               | 1968 | 1982 | 1990 | 2006 | 2013 | 2015 | 2017 | 2019 | 2020 | 2022 |